# تاكر ونايت
تاكر ونايت (بالإنجليزية: Tucker Knight)‏ هو مصارع محترف أمريكي، ولد في 24 يوليو 1990 في Clackamas, Oregon ‏ في الولايات المتحدة.

## وصلات خارجية
- تاكر ونايت على موقع دبليو دبليو إي (الإنجليزية)
- تاكر ونايت على موقع CageMatch worker (الإنجليزية)
- تاكر ونايت على موقع قاعدة بيانات المصارعة على الإنترنت (الإنجليزية)
- تاكر ونايت على موقع عالم المصارعة على الإنترنت (الإنجليزية)
- تاكر ونايت على موقع عالم المصارعة على الإنترنت (الإنجليزية)

- تاكر ونايت على موقع IMDb (الإنجليزية)
- تاكر ونايت على موقع قاعدة بيانات الفيلم (الإنجليزية)